# Fabrice Bandenonga
 (août 2021).
 Fabrice Bandenonga Akukpa  (né à Mongbwalu le 26 juin en 1976), est un homme politique de la République démocratique du Congo et député national élu de la circonscription du Djugu dans la province de l'Ituri,,,.

## Biographie
L'honorable Fabrice Bandenonga naît à Mongbwalu le 26 juin 1976, élu député national dans la circonscription électorale du Djugu dans la province de l'Ituri, il est membre du parti politique AA/a.
Il avait déposé sa candidature au poste du président de l'Assemblée nationale à l'élection du 3 février pour l'installation du bureau définitif de cette institution pour succéder le bureau Mabunda, mais elle a été déclarée non recevable.